# Eduardo Larrandart
Eduardo Larrandart (* 1893, Buenos Aires-† 16 de mayo de 1965, Buenos Aires) fue presidente del Club Atlético San Lorenzo de Almagro en los años 1920 a 1928 y 1931.

## Desempeño como dirigente de fútbol
Desde el año 1918 se convirtió en secretario del Club Atlético San Lorenzo de Almagro, cargo que ocupó hasta 1920, momentos en que ejercía la presidencia don Antonio Scaramusso.
Fue elegido presidente de dicha institución en 1920, mediante la Lista Popular.
Durante su gestión, el 11 de junio de 1922 se inauguró la primera tribuna de madera para 2000 espectadores y en 1924 se construyó la cabecera local en el Gasómetro, estadio de San Lorenzo de Almagro. Durante su mandato, entre tantos importantes logros, se consiguió la personería jurídica y se adquirió la propiedad de los terrenos de Avenida La Plata.
Además, el club obtuvo los campeonatos de 1923, 1924 y 1927. Este último fue el primer torneo que se disputó con las dos ligas unificadas, tras la segunda escisión del fútbol argentino durante el amateurismo, ocasión en que el campeonato contó con 34 participantes. Ese mismo año conquistó un récord hasta hoy imbatido: 47 partidos invicto.
A su vez, San Lorenzo fue subcampeón en 1925 y 1926, mientras que en 1929 logró alcanzar el tercer puesto en la tabla de posiciones.

## Logros internacionales
Además, ganó los dos primeros títulos internacionales: la Copa Río de la Plata, obtenida en 1924 y 1928. Este trofeo era disputado por el campeón del fútbol uruguayo (en aquel entonces bicampeón olímpico y en vísperas de lograr el primer mundial de fútbol en 1930) con su par argentino.
Volvió a la presidencia en el año 1931, pero al año siguiente asumió como presidente de la Liga Argentina de Football, una de las instituciones predecesoras de la actual Asociación del Fútbol Argentino, cargo que ocupó hasta fines de 1933.

## Trayectoria dirigencial
| Predecesor: Antonio Scaramusso Pedro Bidegain | Presidente del Club Atlético San Lorenzo de Almagro 1920 - 1928 1931 | Sucesor: Pedro Bidegain Alfredo Bonnani |
| Predecesor: Julio Planisi                     | Presidente de la Liga Argentina de Football 1932 - 1933              | Sucesor: Tiburcio Padilla               |